# Setembro (álbum de Marina Lima)

Setembro é o décimo sexto álbum da cantora e compositora Marina Lima, lançado em 2001.

## Faixas
| N.º            | Título                | Compositor(es)                      | Duração |  |
| 1.             | "Setembro"            | Antonio Cícero, Marina Lima         | 4:37    |  |
| 2.             | "Dois Durões (Lagoa)" | Marina Lima                         | 3:08    |  |
| 3.             | "Alguma Prova"        | Marina Lima, Alvin L.               | 3:51    |  |
| 4.             | "Paris-Dakar"         | Marina Lima, Alvin L.               | 4:10    |  |
| 5.             | "No Escuro"           | Antonio Cícero, Marina Lima         | 4:07    |  |
| 6.             | "Me Diga (Francisca)" | Antonio Cícero, Marina Lima         | 3:32    |  |
| 7.             | "Notícias"            | Claudio Rabello, Marina Lima, Dalto | 2:51    |  |
| 8.             | "Fala (Não Cala)"     | Marina Lima, Alvin L., Edu Martins  | 4:45    |  |
| 9.             | "Terra à Vista"       | Giovanni Bizzotto, Marina Lima      | 4:58    |  |
| 10.            | "Notícias" (remix)    | Claudio Rabello, Marina Lima, Dalto | 4:29    |  |
| 11.            | "No Escuro" (remix)   | Antonio Cícero, Marina Lima         | 4:39    |  |
| 12.            | "Setembro" (remix)    | Antonio Cícero, Marina Lima         | 5:23    |  |
| Duração total: | Duração total:        | Duração total:                      | 46:43   |  |

## Recepção
| Críticas profissionais | Críticas profissionais |
| Avaliações da crítica  | Avaliações da crítica  |
| Fonte                  | Avaliação              |
| ---------------------- | ---------------------- |
| Cliquemusic            | [ 2 ]                  |
| Folha de S.Paulo       | Aprovado               |

Silvia Ruiz da Folha de S.Paulo disse que o álbum "reforça a sofisticação e o rebuscamento musical que vêm norteando Marina há já dez anos". Marco Antonio Barbosa da Cliquemusic também foi positivo dizendo que "Marina parece afinal ter atingido maturidade e refinamento como compositora, deixando os vôos mais altos na hora de esculpir seus sons".